# Holzleiten (Geisenfeld)
Holzleiten ist ein Gemeindeteil von Geisenfeld im oberbayerischen Landkreis Pfaffenhofen an der Ilm. Das Dorf liegt circa einen Kilometer südwestlich von Geisenfeld und ist über die Fahlenbacher Straße zu erreichen.
Am 1. April 1971 wurde Holzleiten als Ortsteil der ehemals selbständigen Gemeinde Parleiten in die Stadt Geisenfeld eingegliedert.

## Baudenkmäler
- Kapelle, erbaut 1867